# Alison Sydor
Pour les articles homonymes, voir Sydor.
Alison Sydor, née le 9 septembre 1966 à Edmonton dans l'Alberta, est une coureuse cycliste canadienne. Spécialiste du VTT cross-country, elle a remporté trois championnats du monde et trois Coupes du monde dans cette discipline, ainsi que la médaille d'argent aux Jeux olympiques de 1996. Elle a également couru sur route, se classant troisième du championnat du monde en 1991.
En 1990, en portant les couleurs du Canada, Alison Sydor fait partie de la première équipe féminine à participer au Tour de l'Abitibi aux côtés de Maria Hawkins, Denise Kelly, Sara Neil, Jill Smith et Kelly-Ann Way.
Elle est admise au Mountain Bike Hall of Fame en 2007.

## Palmarès en VTT

### Jeux olympiques
- Atlanta 1996
  -  Médaillée d'argent en VTT cross-country
- Sydney 2000
  - 5e du VTT cross-country
- Athènes 2004
  - 4e du VTT cross-country

### Championnats du monde
Cross-country
 Championne du monde en 1994, 1995, 1996
 Médaillée d'argent en 1992, 1999, 2000, 2001, 2003
 Médaillée de bronze en 1998, 2004
Relai par équipes
 Médaillée d'or en 2002

### Coupe du monde
Coupe du monde de cross-country
1991 (1 manche)
1992 (2 manches)
3e en 1993
3e en 1994 (2 manches)
2e en 1995 (1 manche)
1re en 1996 (6 manches)
2e en 1997
1re  en 1998 (2 manches)
1re en 1999 (2 manches)
3e en 2000 (1 manche)
Coupe du monde de marathon
8e en 2005 (1 manche)

### Jeux panaméricains
Winnipeg 1999
 Médaillée d'argent du cross-country

### Championnats du Canada
- Championne du Canada de cross-country : 1994, 1995, 1996, 1997, 1998, 2001 et 2002

## Palmarès sur route
1987
Cascade Cycling Classic
1990
Championne du Canada sur route
7e étape du Tour de l'Aude
Tour de l'Abitibi
1991
Championne du Canada sur route
2e étape du Tour de l'Aude
1re et 3e étapes du GP Hull
GP Hull
10e étape du Tour de la Communauté européenne
 Médaillée de bronze du championnat du monde sur route
1992
Hel van het Mergelland
6e étape de l'Women's Challenge
5e et 7e étape du Tour Cycliste Féminin
1993
Championne du Canada sur route
3e du Postgiro féminin
1994
Championne du Canada sur route
3e étape du Redlands Classic
 Médaillée d'argent du contre-la-montre par équipes aux Jeux du Commonwealth
 Médaillée de bronze de la course en ligne aux Jeux du Commonwealth
2e du Redlands Classic
1995
3e du championnat du Canada sur route
1996
3e étape du Redlands Classic
7e étape du Tour de l'Aude
1998
1re étape du Redlands Classic
2e du championnat du Canada sur route
3e du GP Feminin du Canada

## Palmarès en cyclo-cross
- 2009-2010
  - Championne du Canada de cyclo-cross